# Seluah Alsaati
Seluah Alsaati, född 5 december 1983, är en svensk författare och dramatiker.

## Biografi
Alsaati är uppväxt i Akalla, strax utanför Stockholm i en familj med en finsk mamma och irakisk pappa. Nu bor hon i Skärholmen med sin familj. Seluah har skrivit rap, poesi och dramatik och hennes första bok Inte din baby kom ut på Natur & Kultur 2020. I hennes andra bok Sharre möter orten stand up! En rolig och stark berättelse i högt tempo om identitet och klass, levererad med så mycket humor att du skrattar dig genom mörkret, Bonnier Carlsen 2025.

## Pjäser
Seluah Alsaati är känd för att skriva berättelser som är rappa, roliga och autentiska. Hennes senaste pjäs Idris & Esra beskrivs som "Den här generationens Romeo och Julia" och DN skriver "Äntligen kommer det en romantisk komedi från orten". 
Seluah Alsaatis pjäser bygger upp sitt eget universum av kvinnoliv som befolkar den svenska orten. Först med debuten ”Inte din baby”, en självbiografisk monolog om dysfuntionell kärlek, därefter ”Min mamma” och ”Vem som hon”, båda baserade på intervjumaterial. Senaste pjäsen ”Salong Golnaz” är inget undantag och den som följt hennes fleråriga samarbete med regissören Affe Ashkar känner igen sig, inte minst i rollbesättningen.

### Uppsättningar
- 2017. Inte din baby. Stockholms stadsteater
- 2021. Min mamma. Uppsala Stadsteater
- 2022. Vem som hon. Kulturhuset Stadsteatern, Skärholmen
- 2024. Salong Golnaz. Uppsala Stadsteater
- 2025. Idris & Esra. Riksteatern
- 2025. Ord for blod. Riksteatret i samarbete med Det Norske Teatret

## Böcker
I Seluahs nya roman Sharre möter orten stand up. Sharre har precis blivit skjuten i knät. Han lägger skämt efter skämt från sjukhussängen. Kulan är en wake up-call, vad ska han göra med sitt liv? Sharre drömmer i hemlighet om att bli komiker, men komiker kopplas till pajas och pajas betyder dräng. Broshan säger: "Plugga! Annars är du död." Grabbarna: "Tjäna 10 lax på en körning!" Men har han verkligen bara valet mellan becknare och knegare?
Alsaati skrev pjäsen Inte din baby som en rap- och teatermonolog för Stadsteatern 2017. Texten skrev hon sedan om till en ny berättelse i bokform som släpptes under våren 2020. Berättelsen baseras på hennes egna upplevelser från tidigare förhållanden och är delvis självbiografisk.
2016 medverkade Alsaati på antologin Finnjävlar där ett 15-tal sverigefinnar skriver bland annat om klass och klassresor, diskriminering och motstånd tillsammans med bland annat Susanna Alakoski. 

### Medverkan
- 2016 – Finnjävlar. antologi Verbal Förlag

## Musik
- 2017 – ”Min kropp är min”, låt
- 2017 – Jag heter Seluah (som Seluah), EP

## TV
Alsaati medverkar i SVT:s serie Den kreativa generationen (2020) om kreativa unga sverigefinnar. 

## Utmärkelser
- 2021 – Slangbellan för Inte din baby (2020)[10]

Författarförbundets motivering: "Inte din baby är en mörk berättelse om att som ung tjej befinna sig i en destruktiv relation där kärleken får stå tillbaka för svartsjuka, kontrollbehov och manipulation. Men det är också en ljus berättelse om systerskap och att hitta tillbaka till sig själv. Med en rapp, humoristisk och nydanande prosa lyckas Seluah Alsaati ge liv och röst åt bokens unga huvudperson, Samira. Det är en imponerande debut som inte lämnar någon oberörd."

## Aktivism
Alsaati har varit verksamhetsutvecklare för ABF Stockholm och har arbetat med folkbildning och organisering i Järva, Stockholm. Hon har tidigare varit aktiv i Vänsterpartiet bland annat som ordförande för Ung Vänster i Storstockholm och senare ordförande för Vänsterpartiet i Storstockholm (2012 och 2014). Hon hoppade av politiken efter 2014 för satsa på sin artistkarriär. Som artist blev hon först känd som rappare med låten Min kropp är min (2016).